# Lissominae
Lissominae (лат.) — подсемейство жуков из семейства жуков-щелкунов. В ископаемом состоянии известны из эоценового балтийского янтаря.

## Систематика
Подсемейство включает несколько отличающихся триб, около 10 родов и 150 видов, которые встречаются во всех зоогеографических областях. Из них две основные (Lissomini, Protelaterini), а систематическое положение других обсуждается. Представители трибы Lissomini имеют относительно широкий, выпуклый чёрный дорзум. Надкрылья могут иметь жёлтые отметины. Усики имеют сильный изогнутый стержень (педицеллус) и зазубрины до гребешковой формы, по крайней мере, посередине. Ноги довольно короткие. Триба Protelaterini имеют тело средних размеров (обычно 10-15 миллиметров), довольно стройное, тонкого сложения и может иметь гребешковидные усики. Род Oestodes обычно считается монофилетической группой внутри Protelaterini. Сходство Protelaterini (без рода Oestodes) с трибой Lissomini в основном ограничивается особенностями личинок, такими как зазубренный клипеолабрум, большой сложный ретинакулум и образование специальных подвижных шипов на спине. Кроусон (Crowson, 1961) предположил, что род Drapetes следует отнести к семейству щелкунов, но оставил род Lissomus в семействе Throscidae, тогда как Бураковский (Burakowski, 1975) поместил его в отдельное семейство Lissomidae. Коста и др. (Costa et al., 1988) отметили близкую связь между Lissomus и родом Semiotus на основании характеристик личинок. Вид Neocrowsonia viatoricus, который сильно адаптирован к образу жизни с термитами и который был отнесен Кистнером и Абдель-Галилом (Kistner & Abdel-Galil, 1986) к семейству Throscidae и был выделен из подсемейства. Предположение Кроусона, вероятно, было основано на наличии хорошо развитых ламелл лапок, очень похожих на таковые у трибы Lissomini.
- Hypodesini (или в Elaterinae)
  - Hypodesis Latreille, 1834
- Lissomini Laporte, 1835
  - Drapetes Dejean, 1821
  - Lissomus Dalman, 1824
  - Osslimus Calder, 1996
  - Paradrapetes Fleutiaux, 1895
- Oestodini Hyslop, 1917 (или Oestodinae)
  - Bladus LeConte, 1861
  - Oestodes LeConte, 1853
- Protelaterini Schwarz, 1902
  - Anaspasis Candèze, 1882
  - Austrelater Calder & Lawrence, 1993[5]
  - Protelater Sharp, 1877
  - Sphaenelater Schwarz, 1902
  - Tunon Arias-Bohart, 2013[6]
  - Valdivelater Lawrence & Arias, 2009[7]
- Pterotarsini (или в Thylacosterninae)
  - Pterotarsus
  - Thylacosternus (или Thylacosterninae)
- Semiotini (или Semiotinae, или в Dendrometrinae sensu lato)
  - Semiotus Eschscholtz, 1829